# What a Groovy Day
«What a Groovy Day» es una canción del grupo británico de sunshine pop Harmony Grass. Fue publicada el 27 de junio de 1969 como el lado B del sencillo «First Time Loving».

## Recepción y legado
El sitio web Real Gone describió la canción como “un número que más que marca la pauta con su fascinación por una mezcla de pop fácil de los sesenta, impulsado por metales, un acordeón falso y voces fey. [...] Las pausas instrumentales apuntan a muzak, los tonos vocales son ricos y ocupados, y los metales tienen confianza. De alguna manera, suena como un jingle publicitario exagerado, pero ciertamente no es peor por eso”. El crítico de The Second Disc, Joe Marchese, la describe como “[una] joya de las bóvedas de RCA”. El crítico de The Arts Desk, Kieron Tyler, declaró que a pesar de haber sido publicado en junio de 1969, “suena como un pop armónico vintage de 1967 en su forma más sedosa”.
La canción también sirvió como homónimo a la recopilación de Grapefruit Records What a Groovy Day: The British Sunshine Pop Sound 1967–1972 (2023).